# Instruccions per a l'ensenyança de minyons
Instrucciones para la enseñanza de muchachos (Instruccions per la ensenyansa de minyons en su título original) es una obra pedagógica de la época de la Ilustración escrita por Baldiri Reixac i Carbó y publicada en Gerona en 1749. Fue considerada un único libro hasta el 1981, cuando un segundo ejemplar fue encontrado de forma casual durante la preparación de una exposición del libro escolar.
La obra, dirigida a maestros rurales, se considera una de las primeras enciclopedias catalanas. En esta se defiende la enseñanza primaria en catalán en detrimento  de una lengua culta como el latín. Además, hay que destacar que consideraba el castellano como una de las lenguas extranjeras más útiles. De este modo, el primer libro incluye una enciclopedia con pequeños diccionarios (uno de catalán - castellano) y gramáticas, un tratado depedagogía basada en la persuasión y un conjunto de instrucciones prácticas para la buena praxis de la docencia (como por ejemplo, la normativa de los castigos, la elaboración de la tinta o la educación femenina entre otras). El segundo, es un compendio de nociones de lógica, física, matemática y geografía.
En su momento tuvo mucho éxito, como prueban las como mínimo siete ediciones en catalán (la mayoría en Gerona). La obra ha sido traducida al castellano y al francés.